# Christoph Ernst von Beulwitz
Christoph Ernst von Beulwitz (14. februar 1695 på Lohma – 17. april 1757 i Glückstadt) var dansk gehejmeråd.
Han var søn af Gotfried Christian von Beulwitz og hustru f. Reitzenstein, blev 1738 indkaldt fra Tyskland for at overtage stillingen som hofmester hos kronprins Frederik, samme år konferensråd, Ridder af Dannebrog og deputeret i General- Landøkonomi- og Kommercekollegiet, fik 1741 ordenen l'union parfaite, blev 1743 amtmand over Sorø Amt, 1745 overlanddrost i Oldenborg og Delmenhorst, samme år gehejmeråd, 1752 amtmand over Steinburg Amt og døde i Glückstadt 17. April 1757.
Han blev gift 1. gang 9. juni 1733 med Bibiane Henriette von Wallbrunn (16. februar 1705 – 16. august 1735), 2. gang 30. juli 1743 med Sophie Hedevig von Warnstedt (18. maj 1707 – 9. august 1768), datter af etatsråd, amtmand Hans von Warnstedt.
| Efterfulgte: ? | Amtmand over Sorø Amt 1743 - 1745      | Efterfulgtes af: ? |
| Efterfulgte: ? | Amtmand over Steinburg Amt 1752 - 1757 | Efterfulgtes af: ? |